# 里斯特
里斯特是德国下萨克森州的一个市镇。总面积30.60平方公里，总人口3277人，其中男性1649人，女性1628人（2011年12月31日），人口密度107人/平方公里。